# Norway Island
Norway Island är en ö i Kanada.   Den ligger i territoriet Northwest Territories, i den norra delen av landet, 4 000 km nordväst om huvudstaden Ottawa. Arean är 10,6 kvadratkilometer.
Terrängen på Norway Island är platt. Öns högsta punkt är 51 meter över havet. Den sträcker sig 3,7 kilometer i nord-sydlig riktning, och 6,0 kilometer i öst-västlig riktning.